# Tour Méditerranéen 1998
Il Tour Méditerranéen 1998, venticinquesima edizione della corsa, si svolse dall'11 al 15 febbraio 1998 su un percorso di 660 km ripartiti in 6 tappe. Fu vinta dall'italiano Rodolfo Massi della Casino davanti al danese Bo Hamburger e al francese Richard Virenque.

## Tappe
| Tappa  | Data        | Percorso                                 | km   | Vincitore di tappa   | Leader cl. generale  |
| ------ | ----------- | ---------------------------------------- | ---- | -------------------- | -------------------- |
| 1ª     | 11 febbraio | Antibes > Mont Faron                     | 147  | Francesco Casagrande | Francesco Casagrande |
| 2ª     | 12 febbraio | La Londe-les-Maures > Gréoux-les-Bains   | 115  | Michele Bartoli      | Rodolfo Massi        |
| 3ª     | 13 febbraio | Trets > Rognac                           | 99   | Mario Cipollini      | Rodolfo Massi        |
| 4ª     | 13 febbraio | Velaux > Berre l'Etang (cron. a squadre) | 18.5 | Festina-Lotus        | Rodolfo Massi        |
| 5ª     | 14 febbraio | Arles > Béziers                          | 145  | Nicola Minali        | Rodolfo Massi        |
| 6ª     | 15 febbraio | Le Grau-du-Roi > Marsiglia               | 135  | Michele Bartoli      | Rodolfo Massi        |
| Totale | Totale      | Totale                                   | 660  |                      |                      |

## Dettagli delle tappe

### 1ª tappa
- 11 febbraio: Antibes > Mont Faron – 147 km

| Pos. | Corridore            | Squadra    | Tempo    |
| ---- | -------------------- | ---------- | -------- |
| 1    | Francesco Casagrande | Cofidis    | 3h31'06" |
| 2    | Rodolfo Massi        | Casino     | s.t.     |
| 3    | Mirko Celestino      | Team Polti | a 15"    |

| Pos. | Corridore            | Squadra | Tempo    |
| ---- | -------------------- | ------- | -------- |
| 1    | Francesco Casagrande | Cofidis | 3h30'56" |

### 2ª tappa
- 12 febbraio: La Londe-les-Maures > Gréoux-les-Bains – 115 km

| Pos. | Corridore        | Squadra       | Tempo    |
| ---- | ---------------- | ------------- | -------- |
| 1    | Michele Bartoli  | Asics-CGA     | 2h40'30" |
| 2    | Richard Virenque | Festina-Lotus | s.t.     |
| 3    | Rodolfo Massi    | Casino        | s.t.     |

| Pos. | Corridore     | Squadra | Tempo    |
| ---- | ------------- | ------- | -------- |
| 1    | Rodolfo Massi | Casino  | 6h11'26" |

### 3ª tappa
- 13 febbraio: Trets > Rognac – 99 km

| Pos. | Corridore       | Squadra | Tempo    |
| ---- | --------------- | ------- | -------- |
| 1    | Mario Cipollini | Saeco   | 2h11'04" |
| 2    | Endrio Leoni    | Ballan  | s.t.     |
| 3    | Jay Sweet       | Big Mat | s.t.     |

| Pos. | Corridore     | Squadra | Tempo |
| ---- | ------------- | ------- | ----- |
| 1    | Rodolfo Massi | Casino  |       |

### 4ª tappa
- 13 febbraio: Velaux > Berre l'Etang (cron. a squadre) – 18,5 km

| Pos. | Squadra       | Tempo  |
| ---- | ------------- | ------ |
| 1    | Festina-Lotus | 21'26" |
| 2    | Casino        | a 1"   |
| 3    | Gan           | a 21"  |

| Pos. | Corridore     | Squadra | Tempo |
| ---- | ------------- | ------- | ----- |
| 1    | Rodolfo Massi | Casino  | 8'43" |

### 5ª tappa
- 14 febbraio: Arles > Béziers – 145 km

| Pos. | Corridore          | Squadra     | Tempo |
| ---- | ------------------ | ----------- | ----- |
| 1    | Nicola Minali      | Riso Scotti | 3'00" |
| 2    | Frédéric Moncassin | Gan         | s.t.  |
| 3    | Jaan Kirsipuu      | Casino      | s.t.  |

| Pos. | Corridore     | Squadra | Tempo  |
| ---- | ------------- | ------- | ------ |
| 1    | Rodolfo Massi | Casino  | 12'22" |

### 6ª tappa
- 15 febbraio: Le Grau-du-Roi > Marsiglia – 135 km

| Pos. | Corridore            | Squadra     | Tempo |
| ---- | -------------------- | ----------- | ----- |
| 1    | Michele Bartoli      | Asics-CGA   | 3'00" |
| 2    | Fabio Baldato        | Riso Scotti | s.t.  |
| 3    | Francesco Casagrande | Cofidis     | s.t.  |

| Pos. | Corridore        | Squadra       | Tempo     |
| ---- | ---------------- | ------------- | --------- |
| 1    | Rodolfo Massi    | Casino        | 15h39'25" |
| 2    | Bo Hamburger     | Casino        | a 50"     |
| 3    | Richard Virenque | Festina-Lotus | a 58"     |

## Classifiche finali

### Classifica generale
| Pos. | Corridore        | Squadra        | Tempo     |
| ---- | ---------------- | -------------- | --------- |
| 1    | Rodolfo Massi    | Casino         | 15h39'25" |
| 2    | Bo Hamburger     | Casino         | a 50"     |
| 3    | Richard Virenque | Festina-Lotus  | a 58"     |
| 4    | Patrick Jonker   | Rabobank       | a 1'52"   |
| 5    | Michele Bartoli  | Asics-CGA      | a 1'59"   |
| 6    | Fabrice Gougot   | Casino         | a 2'17"   |
| 7    | Bruno Cenghialta | Riso Scotti-MG | a 4'14"   |
| 8    | Paolo Bettini    | Asics-CGA      | a 4'46"   |
| 9    | Pascal Chanteur  | Casino         | a 6'28"   |
| 10   | Andrei Kivilev   | Festina-Lotus  | a 7'28"   |